# Avenue du Maréchal-Juin
L'avenue du Maréchal-Juin est une voie de la commune de Nancy, dans le département de Meurthe-et-Moselle, en région Lorraine. L'avenue est nommée d'après le nom du militaire français.

## Situation et accès
Voie d'une direction générale nord-est sud-ouest, sein du territoire communal de la ville de Nancy, l'avenue du Maréchal-Juin prolonge à l'ouest l'avenue de la Garenne et relie le centre de Nancy à la commune voisine de Villers-les-Nancy, par l’intermédiaire de son prolongement occidental matérialisé par la rue du Placieux. L'avenue marque la limite sud de Nancy-Thermal et du Parc Sainte-Marie, la voie possède deux entrées du parc.
Elle se place à sa périphérie sud-ouest, au sein du quartier administratif Haussonville - Blandan - Donop.
L'avenue est à double-sens sur la majorité de son parcours, à l'exception d'une courte partie ouest, à partir du croisement avec la rue des Frères-Voirin, où elle adopte un sens unique en direction de la rue Blandan.

## Origine du nom
Cette voie rend hommage à Alphonse Juin (1888-1967), maréchal de France.

## Bâtiments remarquables et lieux de mémoire
- n°8 immeuble construit en 1913 par l’architecte Fernand César
- n°14 immeuble construit en 1909 par l’architecte Louis Déon
- no 23 : Cité judiciaire de Nancy, édifice comprenant notamment le Tribunal de grande instance de Nancy
- no 35 : Cercle-mess de la Base de défense de Nancy.